# Cyanophrys goodsoni
Cyanophrys goodsoni is een vlinder uit de familie van de Lycaenidae. De wetenschappelijke naam van de soort is voor het eerst geldig gepubliceerd in 1946 door Clemch. De soort komt voor in Texas, Costa Rica en Honduras.

## Synoniemen
- Strymon facuna Freeman, 1950